# Cerkiew prawosławna Świętych Kosmy i Damiana w Bartnem
Cerkiew pod wezwaniem Świętych Kosmy i Damiana – prawosławna cerkiew parafialna w Bartnem. Należy do dekanatu Gorlice diecezji przemysko-gorlickiej Polskiego Autokefalicznego Kościoła Prawosławnego. Świątynia znajduje się na małopolskim Szlaku Architektury Drewnianej. 

## Historia, opis
Cerkiew wzniesiono w 1928 (konsekrowano 14 listopada, w uroczystość Świętych Kosmy i Damiana) w stylu wschodniołemkowskim. Po wysiedleniach ludności łemkowskiej w ramach akcji „Wisła” (1947) świątynia została zamknięta; w budynku urządzono owczarnię. Przywrócenie cerkwi do funkcji liturgicznych nastąpiło w 1958 r., w związku z powrotem części wysiedleńców i reaktywacją parafii prawosławnej w Bartnem. W latach 1968–1969 obiekt został gruntownie wyremontowany. 
Jest to budowla drewniana, orientowana, trójdzielna z jedną szeroką nawą, o konstrukcji zrębowej, na wystającej ponad powierzchnię ziemi kamienno-ceglanej podmurówce. Ściany oszalowane poziomo deskami pomalowanymi w kolorze żółto-brązowym. Okna w nawie, babińcu i prezbiterium prostokątne. Dach dwuspadowy, kryty blachą z tyłu nad trójbocznym prezbiterium; trójpołaciowy z baniami nad nawą, prezbiterium i babińcem.
Pierwszy ikonostas został przywieziony w latach 30. z rozebranej cerkwi na Chełmszczyźnie, lecz w trakcie wysiedleń w 1947 został wywieziony, a pozostały jedynie po nim carskie wrota. Obecny ikonostas skomponowany jest ze współczesnych ikon. Wewnątrz cerkwi, na parapecie chóru muzycznego znajduje się 12 owalnych ikon (przedstawiających proroków), zachowanych z nieistniejącej świątyni z pobliskiej Świerzowej Ruskiej, rozebranej po 1947. W cerkwi znajduje się, druga już, kopia ikony Matki Bożej Poczajowskiej (pierwszą zabrali ze sobą mieszkańcy Bartnego wysiedlani w 1947). W babińcu umieszczono ikonę św. Michała Archanioła. Żyrandol cerkiewny („pająk”) pochodzi z miejscowej świątyni greckokatolickiej.
Teren przycerkiewny ogrodzono drucianą siatką. Wokół cerkwi rosły drzewa, które wycięto w 1995. W pobliżu świątyni stoi kamienny krzyż z napisem (nawiązującym do schizmy tylawskiej): „Na cześć i chwałę Pana Boga wykonali członkowie prawosławnej cerkwi w Bartnem nawróciwszy się z Unii – 17 marca 1928 roku”.
14 listopada 2016 w cerkwi – po raz pierwszy w jej historii – miały miejsce święcenia kapłańskie.
W 2017 na przycerkiewnym terenie oddano do użytku wolnostojącą dzwonnicę, na której zawieszono cztery dzwony. Obiekt poświęcił 14 listopada arcybiskup przemyski i gorlicki Paisjusz.
Uroczystość patronalna obchodzona jest 14 listopada (według starego stylu 1 listopada).
Cerkiew została wpisana do rejestru zabytków 3 marca 2006 pod nr A-44.

## Galeria

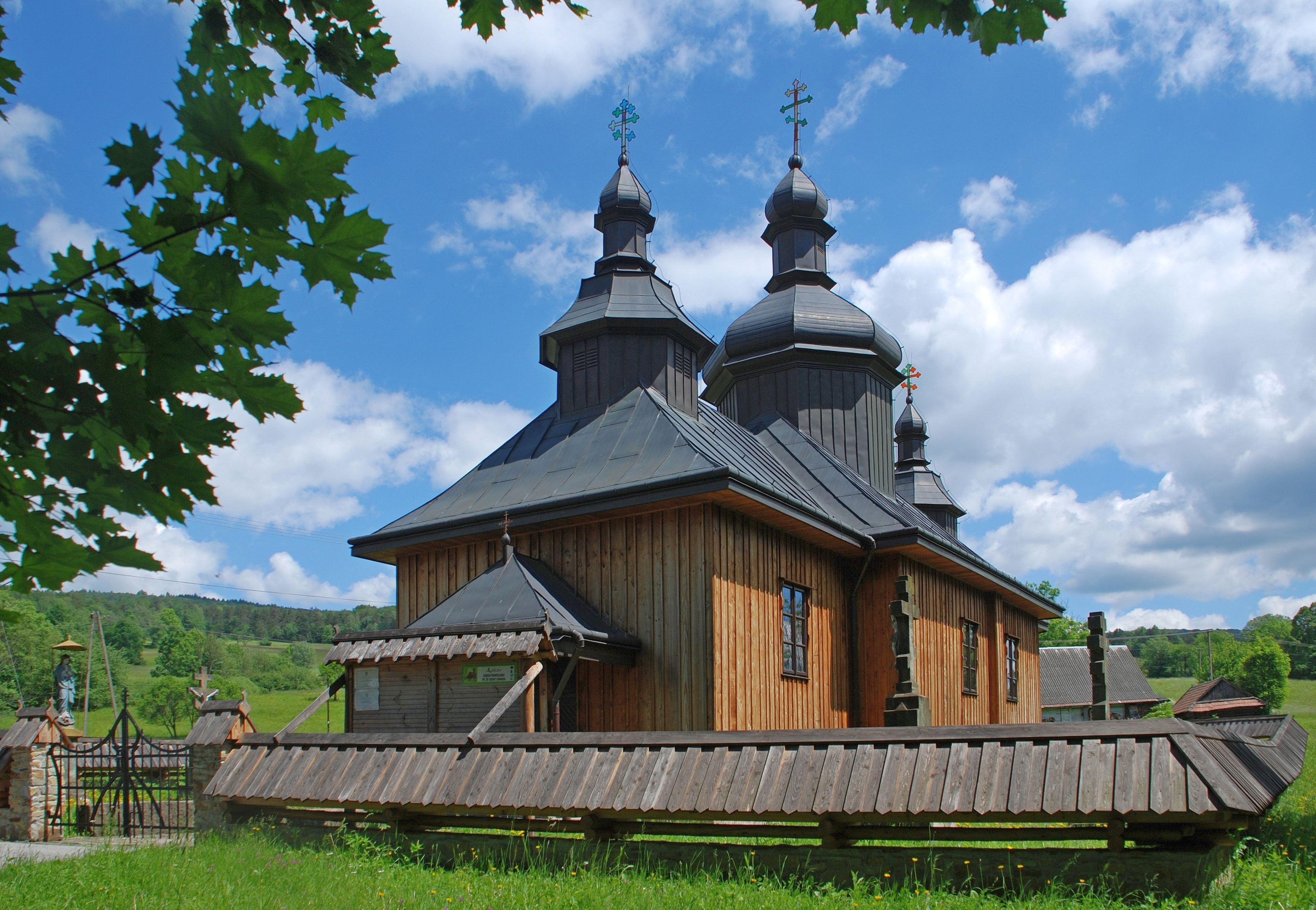
Widok od strony południowej
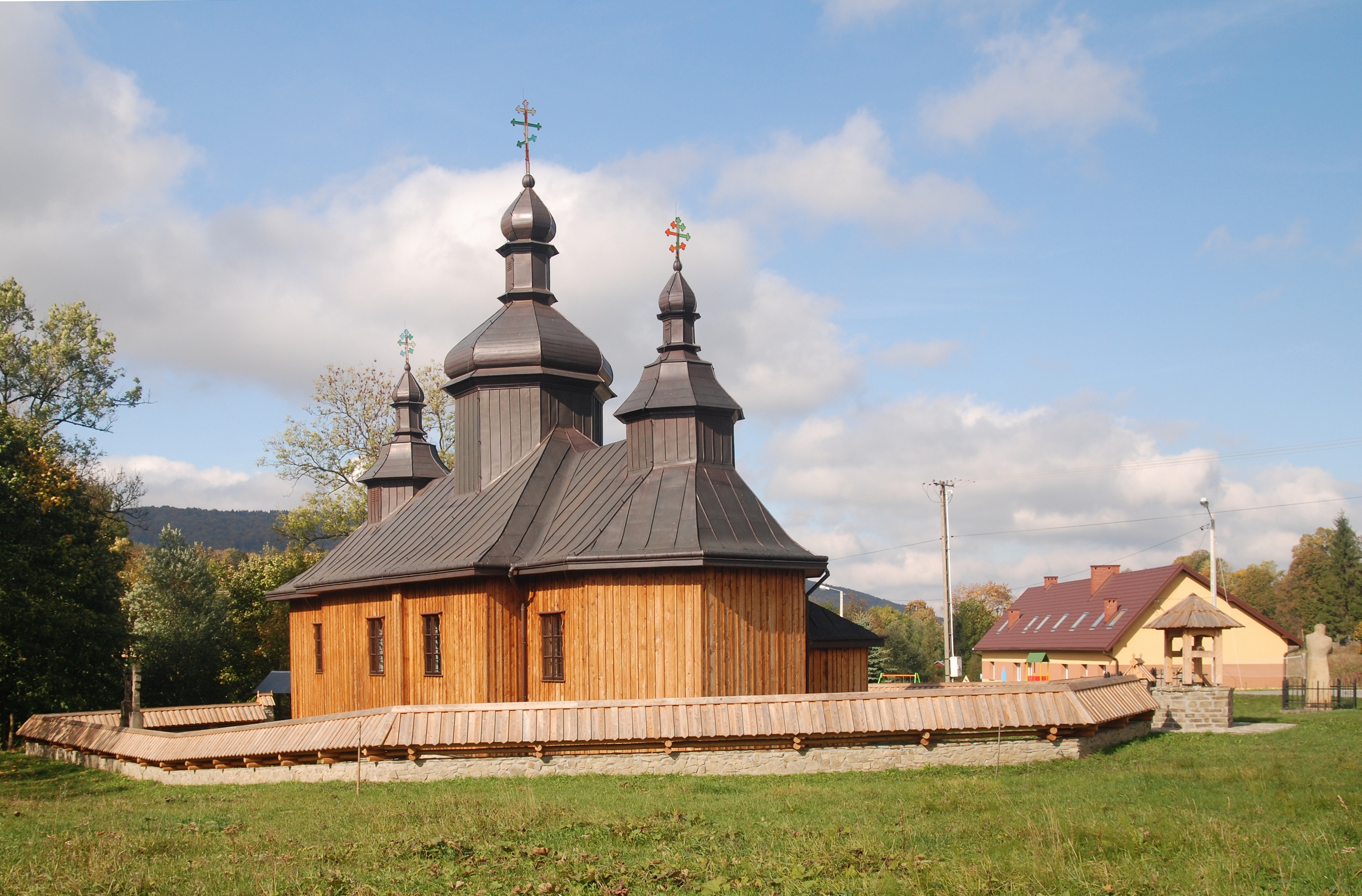
Widok od strony prezbiterium
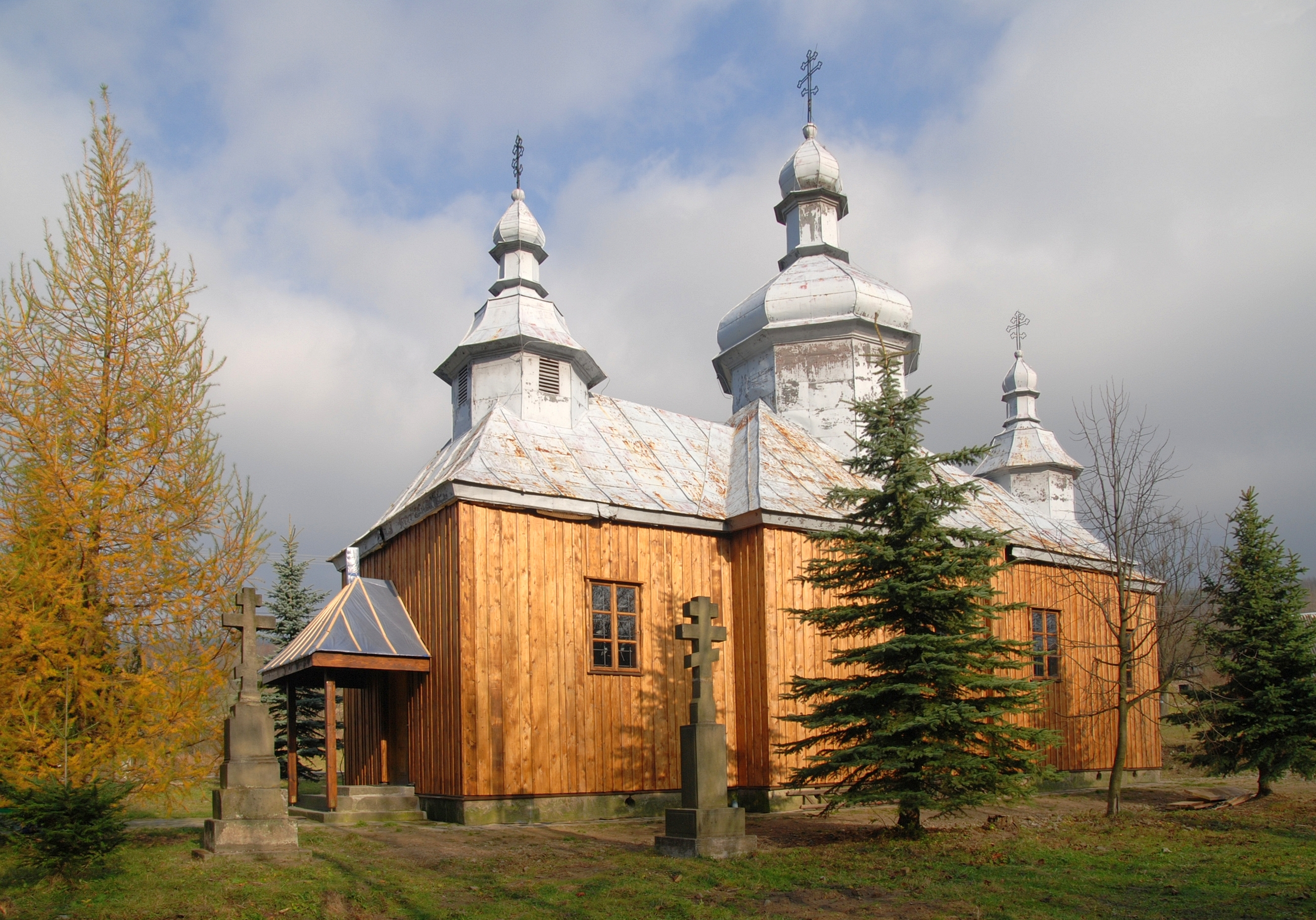
Świątynia w 2008
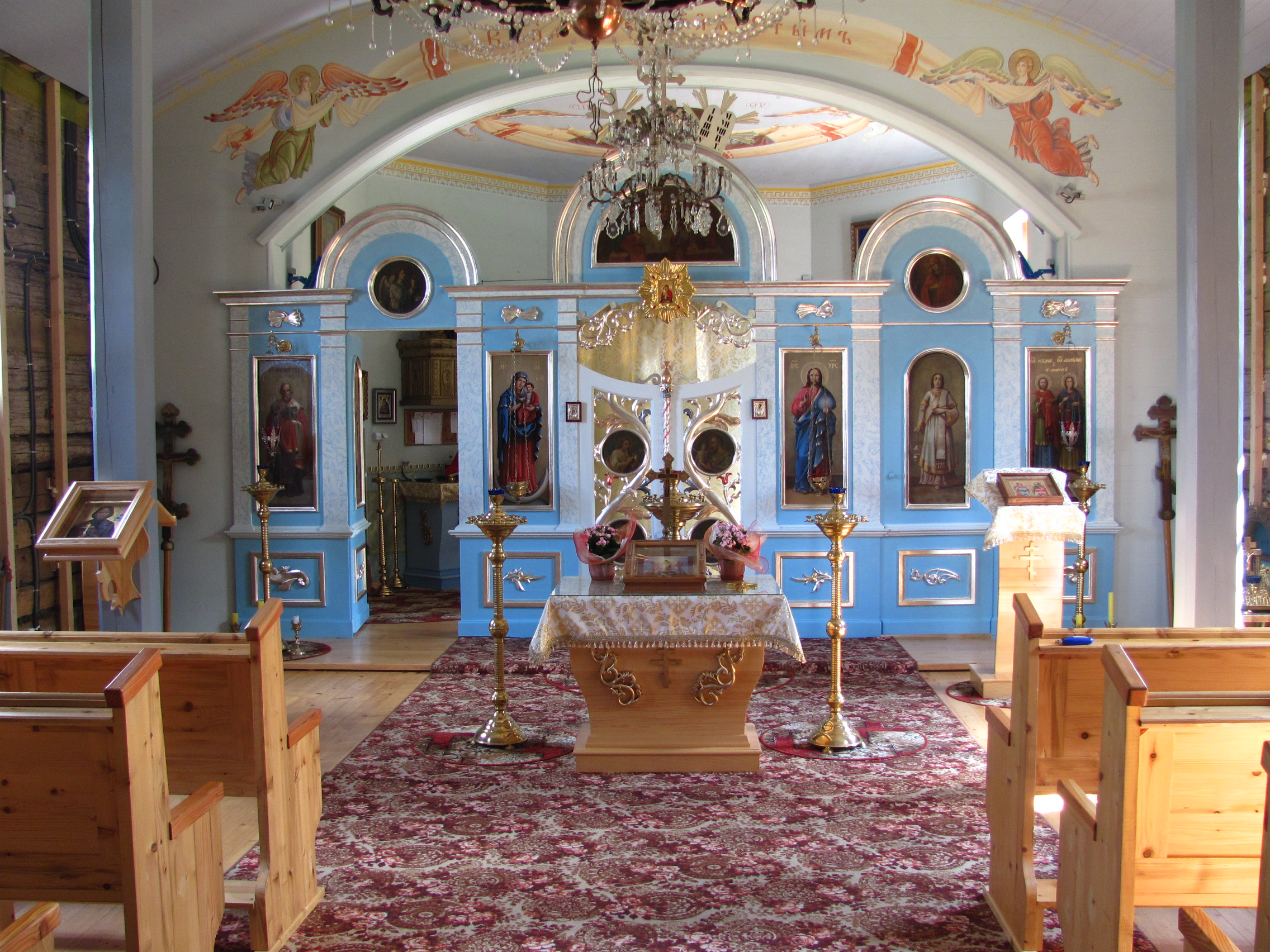
Wnętrze
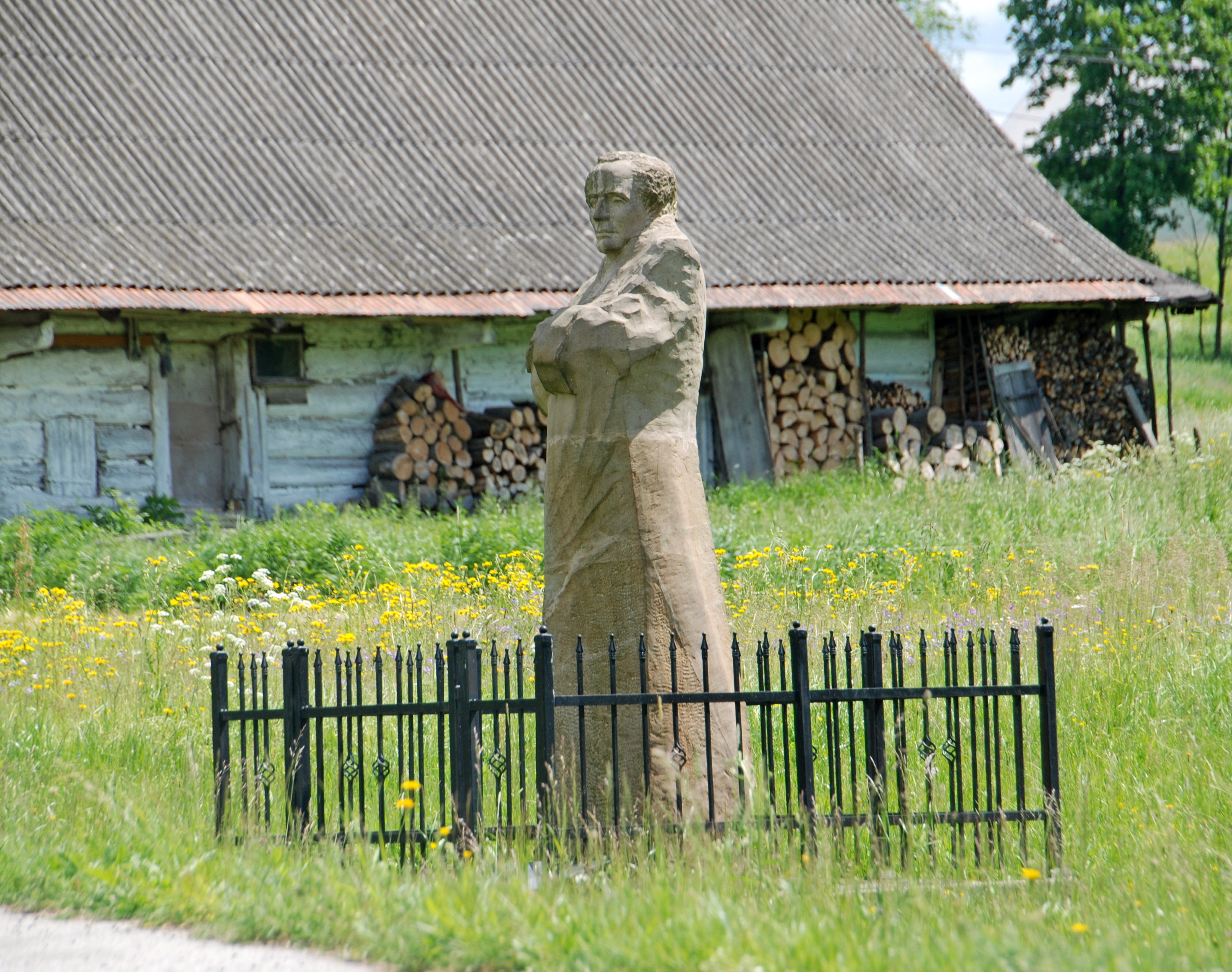
Otoczenie: pomnik Dmitrija Bortnianskiego
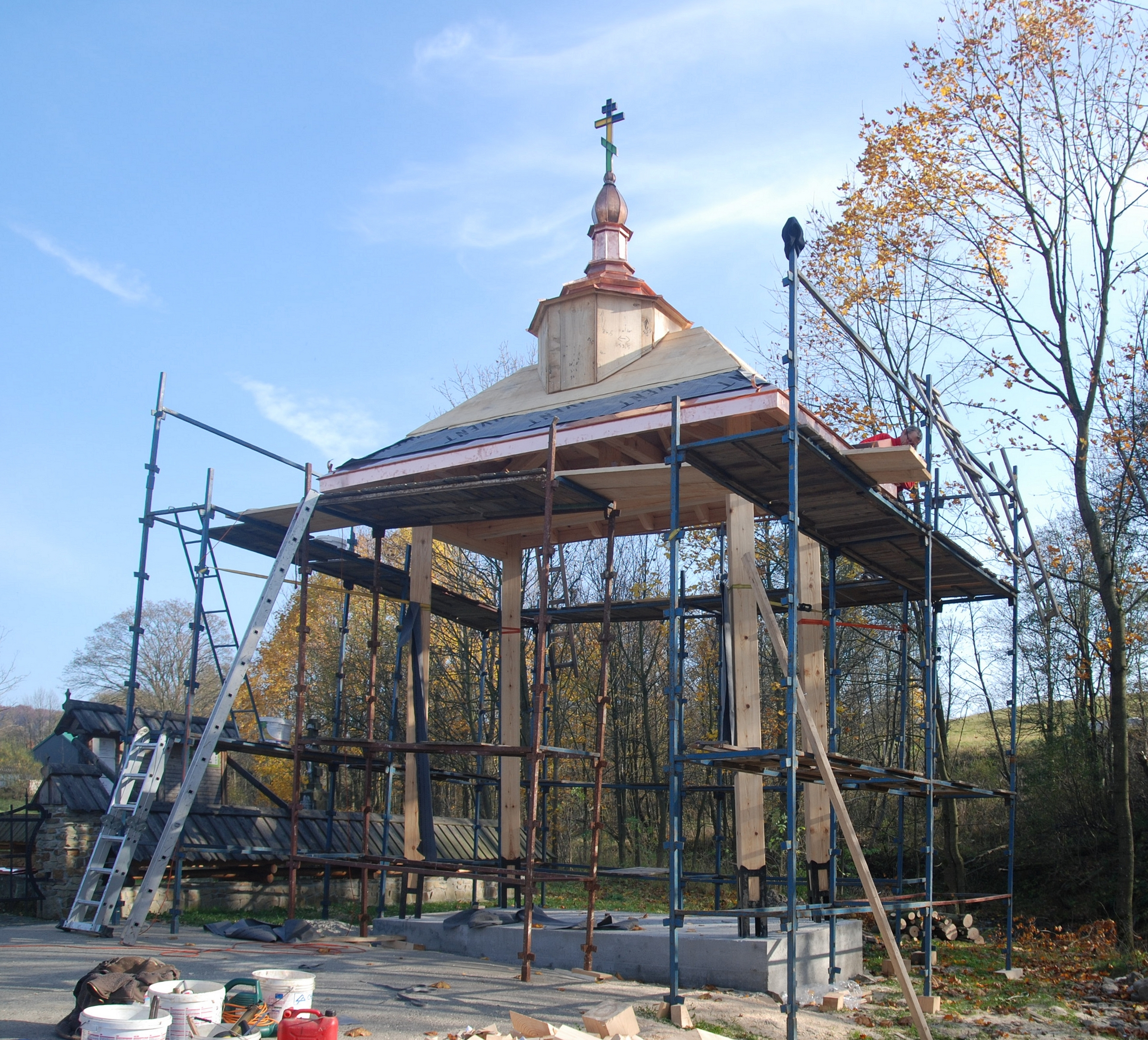
2017: budowa dzwonnicy